# Кондаки (Кировская область)
Кондаки — опустевшая деревня в Малмыжском районе Кировской области в составе Ральниковского сельского поселения. 

## География
Находится в правобережной части района на расстоянии примерно 38 километров по прямой на северо-запад от районного центра города Малмыж.

## История
Была известна с 1873 года, когда здесь было учтено 18 дворов и 168 жителей. В 1905 60 дворов и 450 жителей, в 1926 73 и 349 соответственно. В 1950 году был 51 двор и 175 жителей. В 1989 году учтено 86 жителей. 

## Население
Постоянное население составляло 23 человека (русские 74%) в 2002 году, 0 в 2010.